# Niklas Schehl
Niklas Schehl, né le 18 avril 1998, est un coureur cycliste allemand, spécialiste de VTT cross-country.

## Palmarès en VTT cross-country

### Championnats du monde
- Nové Město 2016
  - 4e du  relais mixte

### Championnats d'Europe
- Huskvarna 2016 
  -  Médaillé de bronze du relais mixte
- Novi Sad 2021
  -  Médaillé de bronze du relais mixte

### Championnats d'Allemagne
- 2021
  - 2e du cross-country
- 2022
  - 3e du cross-country